# Отинь (гміна)
Гміна Отинь (пол. Gmina Otyń) — місько-сільська гміна у північно-західній Польщі. Належить до Новосольського повіту Любуського воєводства.
Станом на 31 грудня 2011 у гміні проживало 6663 особи.

## Площа
Згідно з даними за 2007 рік площа гміни становила 91.64 км², у тому числі:
- орні землі: 45.00%
- ліси: 44.00%

Таким чином, площа гміни становить 11.89% площі повіту.

## Населення
Станом на 31 грудня 2011:
| Опис     | Загалом | Загалом | Чоловіки | Чоловіки | Жінки | Жінки |
| -------- | ------- | ------- | -------- | -------- | ----- | ----- |
| одиниця  | осіб    | %       | осіб     | %        | осіб  | %     |
| все      | 6663    | 100     | 3396     | 50.97    | 3267  | 49.03 |
| міське   | 0       | 100     | 0        |          | 0     |       |
| сільське | 6663    | 100     | 3396     | 50.97    | 3267  | 49.03 |

## Сусідні гміни
Гміна Отинь межує з такими гмінами: Боядла, Забур, Зельона Ґура, Кожухув, Нова Суль, Нова Суль.